# Satellite Award/Neue Medien/Bestes mobiles Spiel
Mit dem Satellite Award Bestes mobiles Spiel werden die besten für mobile Endgeräte entwickelten Spiele ausgezeichnet. Diese Auszeichnung wird seit 2011 verliehen.
Es werden immer jeweils die mobilen Spiele des Vorjahres ausgezeichnet.

## Nominierungen und Gewinner
| Jahr | Kandidaten                      | Spieleentwickler                 | Publisher                   |
| ---- | ------------------------------- | -------------------------------- | --------------------------- |
| 2011 | Infinity Blade II               | Chair Entertainment, Epic Games  | Epic Games                  |
| 2011 | Patapon 3                       | Pyramid, SCE Japan Studio        | Sony Computer Entertainment |
| 2011 | Pokémon White & Black           | Game Freak                       | The Pokémon Company         |
| 2011 | World of Goo                    | 2D Boy                           | 2D Boy, Nintendo (WiiWare)  |
| 2012 | Super Monsters Ate My Condo     | Adult Swim Digital               | PikPok                      |
| 2012 | Amazing Alex                    | Rovio                            | Rovio                       |
| 2012 | Horn                            | Phosphor Games                   | Zynga                       |
| 2012 | Huebrix                         | Yellow Monkey Studios            | Yellow Monkey Studios       |
| 2012 | Wildblood                       | Gameloft                         | Gameloft                    |
| 2013 | Badland                         | Frogmind                         | Frogmind                    |
| 2013 | XCOM: Enemy Unknown (for iOS)   | Firaxis Games                    | 2K Games, Feral Interactive |
| 2013 | Ridiculous Fishing              | Vlambeer                         | Vlambeer                    |
| 2013 | The Room                        | Fireproof Games                  | Fireproof Studios           |
| 2013 | Warhammer Quest                 | Rodeo Games                      | Rodeo Games                 |
| 2014 | XCOM: Enemy Within (for Mobile) | Firaxis Games, Feral Interactive | 2K Games, Feral Interactive |
| 2014 | 80 Days                         | Inkle                            | Inkle                       |
| 2014 | Hearthstone: Heroes of Warcraft | Blizzard Entertainment           | Blizzard Entertainment      |
| 2014 | Monument Valley                 | Ustwo                            | Ustwo                       |
| 2014 | The Room Two                    | Fireproof Games                  | Fireproof Studios           |
| 2014 | TwoDots                         | Playdots                         | Playdots                    |
| 2015 | keine Auszeichnung              |                                  |                             |
| 2016 | Mini Metro                      | Dinosaur Polo Club               | Dinosaur Polo Club          |
| 2016 | The Banner Saga 2               | Stoic Studio                     | Versus Evil                 |
| 2016 | FIFA Mobile                     | EA Mobile                        | EA Sports                   |
| 2016 | Komrad                          | Sentient Play LLC                | Sentient Play LLC           |
| 2016 | Retsnom                         | Magic Cube                       | Magic Cube                  |